# آلبرت فن لوکوک

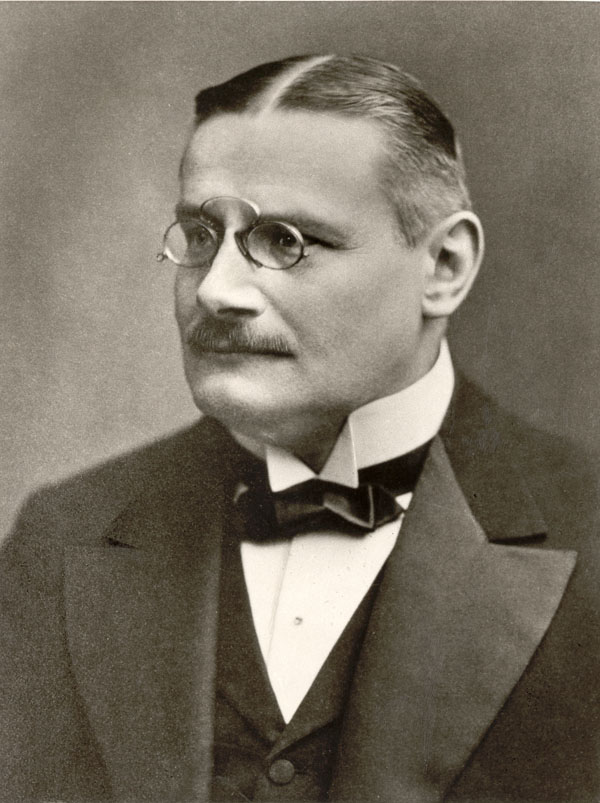
آلبرت فن لوکوک

آلبرت فن لوکوک(به آلمانی: Albert von Le Coq) (زادهٔ ۱۸۶۰- مرگ ۱۹۳۰) باستان‌شناس آلمانی و جستجوگر در آسیای میانه بود.
فن لوکوک وارث دارایی هنگفتی از آبجوسازی‌ها و شراب‌اندازی‌های متعددی در اروپای شرقی بود. این ثروت راه سفرهای هزینه‌بر و تحصیل در موزهٔ نژادشناسی برلین راب رای او گشود. در اینجا او دستیار پروفسور آلبرت گرونودل رئیس موزه شد. فن لوکوک سفرهای اکتشافی‌ای را به آسیای غربی، به ویژه سرزمین‌های کرانهٔ راه ابریشم -مانند گائوشانگ- را سازماندهی نمود. با مرگ گرونودل، لوکوک سرپرست این سفرها شد. حاصل سفر دوم او به تورفان در ۱۹۲۸ با عنوان گنج‌های خاک‌شده در ترکستان چین منتشرشد.
او در سین‌کیانگ شبکهٔ گسترده‌ای از نیایش‌گاه‌های مانوی و بودایی را یافت. در هنگام بیرون‌کشیدن این آثار بخشی از آنان از میان رفتند. یافته‌های او کتابخانهٔ کلانی پیرامون مانوی‌گری فراهم آورد. فون لوکوک با توجه به نگاره‌های فراوان یافت‌شده بدین باور رسیده‌بود که این اثر فرهنگ در پیوند با آریاییان و مرتبط با فرانک‌ها می‌باشد. بسیاری از این اثر از مکان اصلی تراشیده و کنده‌شدند، خود فن لوکوک این کار را قرض‌گرفتن ناگزیر می‌دانست، ولی چینی‌ها آن را ددمنشی استعماری خوانده‌اند. برخی از این آثار در موزهٔ برلین در جریان جنگ جهانی دوم زیر بمباران هواپیماهای انگلیسی از میان رفتند.